# Eutherocephalia
Eutherocephalia — це вимерла клада розвинених терапсид тероцефалів. Еутероцефалів відрізняють від лікозухид і сцилакозаврид, двох ранніх родин тероцефалів. У той час як лікозухіди та сціалозавриди вимерли до кінця пермського періоду, евтероцефали пережили пермсько-тріасове вимирання. Група зрештою вимерла в середньому тріасі.

## Характеристики
Евтероцефали розвинули кілька рис, подібних до ссавців, шляхом конвергентної еволюції з Cynodontia. Серед цих ознак були втрата піднебінних зубів і зменшення тім'яної ока. Останній орган відіграє важливу роль у терморегуляції ящірок і змій, що вказує на те, що і евтероцефали, і цинодонти еволюціонували до більш активного, гомеотермічного способу життя, хоча це око ніколи повністю не зникало у евтероцефалів.

## Класифікація
Клада Eutherocephalia містить більшість тероцефалів, але філогенетичні зв’язки груп у ній залишаються неясними. Eutherocephalia підтримується як справжня клада в багатьох філогенетичних аналізах, але розміщення таких груп, як Akidnognathidae, Hofmeyriidae, Whaitsiidae та Baurioidea, які всі належать до Eutherocephalia, залишається дискусійним.